# ساکونی‌فالو
ساکونی‌فالو (به مجاری:  Szakonyfalu) یک شهرداری در مجارستان است که در واش واقع شده‌است. ساکونی‌فالو ۱۱٫۱۹ کیلومتر مربع مساحت و ۳۶۱ نفر جمعیت دارد.